# 40 Волос Вероники
40 Волос Вероники (лат. 40 Comae Berenices), FS Волос Вероники (лат. FS Comae Berenices), HD 113866 — двойная звезда в созвездии Волос Вероники на расстоянии приблизительно 790 световых лет (около 242 парсек) от Солнца. Видимая звёздная величина звезды — от +6,1m до +5,3m.

## Характеристики
Первый компонент — красный гигант, пульсирующая полуправильная переменная звезда типа SRB (SRB) спектрального класса M5III, или M4, или Mb. Масса — около 1,819 солнечной, радиус — около 212,16 солнечного, светимость — около 2567,604 солнечной. Эффективная температура — около 3494 K.
Второй компонент — коричневый карлик. Масса — около 19,71 юпитерианской. Удалён в среднем на 1,826 а.е..